# Poļina Jeļizarova
Poļina Jeļizarova (ur. 1 maja 1989 w Lipawie) – łotewska lekkoatletka specjalizująca się w biegach długodystansowych, olimpijka.
Złota i srebrna medalistka olimpijskiego festiwalu młodzieży Europy z 2005. W tym samym roku sięgnęła po złoty medal mistrzostw Europy juniorów na dystansie 3000 metrów z przeszkodami. W 2006 była czwarta podczas juniorskich mistrzostw świata w Pekinie. W 2007 ponownie wystąpiła na mistrzostwach Europy juniorów, zdobywając tym razem brąz na swoim koronnym dystansie. Szósta zawodniczka mistrzostw świata juniorów z Bydgoszczy (2008). W 2009 była finalistką uniwersjady i młodzieżowych mistrzostw Europy. Dziewiąta zawodniczka mistrzostw Europy do lat 23 z Ostrawy (2011). W 2012 była szósta na mistrzostwach Europy w Helsinkach oraz biegła w finale igrzysk olimpijskich w Londynie. Na początku 2013 zajęła 8. miejsce w biegu na 3000 metrów podczas halowych mistrzostw Europy w Göteborgu.
Wielokrotna rekordzistka i medalistka mistrzostw Łotwy oraz reprezentantka kraju w pucharze Europy, drużynowym czempionacie Europy i w meczach międzypaństwowych.

## Osiągnięcia
| Rok  | Impreza                                   | Miejsce            | Konkurencja                         | Lokata      | Wynik    |
| ---- | ----------------------------------------- | ------------------ | ----------------------------------- | ----------- | -------- |
| 2005 | Olimpijski festiwal młodzieży Europy      | Lignano Sabbiadoro | bieg na 1500 metrów                 | 1. miejsce  | 4:22,01  |
| 2005 | Olimpijski festiwal młodzieży Europy      | Lignano Sabbiadoro | bieg na 3000 metrów                 | 2. miejsce  | 9:24,18  |
| 2005 | II liga pucharu Europy                    | Tallinn            | bieg na 3000 metrów z przeszkodami  | 1. miejsce  | 10:05,57 |
| 2005 | Mistrzostwa Europy juniorów               | Kowno              | bieg na 3000 metrów z przeszkodami  | 1. miejsce  | 10:12,82 |
| 2006 | I liga pucharu Europy                     | Praga              | bieg na 3000 metrów z przeszkodami  | 3. miejsce  | 10:07,59 |
| 2006 | Mistrzostwa świata juniorów               | Pekin              | bieg na 3000 metrów z przeszkodami  | 4. miejsce  | 9:58,76  |
| 2007 | II liga pucharu Europy                    | Odense             | bieg na 3000 metrów z przeszkodami  | 3. miejsce  | 10:24,45 |
| 2007 | Mistrzostwa Europy juniorów               | Hengelo            | bieg na 3000 metrów z przeszkodami  | 3. miejsce  | 10:03,91 |
| 2007 | Światowe wojskowe igrzyska sportowe       | Hajdarabad         | bieg na 1500 metrów                 | 7. miejsce  | 4:22,4h  |
| 2008 | II liga pucharu Europy                    | Tallinn            | bieg na 3000 metrów z przeszkodami  | 2. miejsce  | 10:01,89 |
| 2008 | Mistrzostwa świata juniorów               | Bydgoszcz          | bieg na 3000 metrów z przeszkodami  | 6. miejsce  | 10:07,15 |
| 2009 | II liga drużynowych mistrzostw Europy     | Bańska Bystrzyca   | bieg na 3000 metrów z przeszkodami  | 2. miejsce  | 10:18,26 |
| 2009 | Uniwersjada                               | Belgrad            | bieg na 30000 metrów z przeszkodami | 11. miejsce | 10:16,93 |
| 2009 | Młodzieżowe mistrzostwa Europy            | Kowno              | bieg na 3000 metrów z przeszkodami  | 7. miejsce  | 10:23,17 |
| 2010 | II liga drużynowych mistrzostw Europy     | Belgrad            | bieg na 3000 metrów z przeszkodami  | 4. miejsce  | 10:12,89 |
| 2010 | Mistrzostwa Europy w biegach przełajowych | Albufeira          | bieg młodzieżowców                  | 54. miejsce | 22:39    |
| 2011 | Młodzieżowe mistrzostwa Europy            | Ostrawa            | bieg na 3000 metrów z przeszkodami  | 9. miejsce  | 9:56,88  |
| 2012 | Mistrzostwa Europy                        | Helsinki           | bieg na 3000 metrów z przeszkodami  | 6. miejsce  | 9:41,38  |
| 2012 | Igrzyska olimpijskie                      | Londyn             | bieg na 3000 metrów z przeszkodami  | 13. miejsce | 9:38,56  |
| 2013 | Halowe mistrzostwa Europy                 | Göteborg           | bieg na 1500 metrów                 | eliminacje  | 4:15,10  |
| 2013 | Halowe mistrzostwa Europy                 | Göteborg           | bieg na 3000 metrów                 | 8. miejsce  | 9:09,86  |
| 2014 | Mistrzostwa Europy                        | Zurych             | bieg na 3000 metrów z przeszkodami  | –           | DNF      |

## Rekordy życiowe
- Bieg na 1500 metrów (stadion) – 4:13,96 (2012)
- Bieg na 1500 metrów (hala) – 4:15,10 (2013) rekord Łotwy.
- Bieg na 3000 metrów (hala) – 8:56,06 (2013)
- Bieg na 3000 metrów z przeszkodami – 9:27,21 (2012) rekord Łotwy.